# Léolo
„Léolo“ е канадски трагикомичен филм от 1992 година на режисьора Жан-Клод Лозон по негов собствен сценарий.
В центъра на сюжета е момче в Монреал, което използва въображението си, за да се справи с лошите материални и семейни условия, сред които живее. Главните роли се изпълняват от Максим Колен, Жинет Рено, Жилбер Сикот.
„Léolo“ е номиниран за „Златна палма“ и печели 7 от канадските награди „Джини“, включително за най-добър филми и за режисура.